# The Whale
The Whale è un'opera teatrale del drammaturgo statunitense Samuel D. Hunter, portata al debutto a Denver nel 2012.

## Trama
Charlie è un quarantenne che soffre di una grave forma di obesità ed è arrivato a pesare oltre duecentocinquanta chili. A causa del suo peso non esce di casa da anni e viene aiutato spesso dall'amica Liz, un'infermiera. Mentre il missionario mormone Anziano Thomas prova a parlargli della Chiesa di Gesù Cristo dei santi degli ultimi giorni, Charlie ha una piccola crisi cardiaca. Liz riesce ad aiutarlo, ma l'uomo rifiuta di andare in ospedale, nonostante l'infermiera lo informi del fatto che il suo cuore è prossimo a cedere e che non gli resta molto da vivere. 
Sapendo di essere prossimo alla morte, Charlie invita la figlia Ellie a casa per conoscerla. Ellie è una diciassettenne rabbiosa e insolente che non nasconde il disprezzo per lo stato del padre, che aveva abbandonato la famiglia quindici anni prima per stare con il suo compagno Alan, il fratello di Liz. In seguito alla morte di Alan, Charlie era sprofondato nella depressione e nell'abitudine di mangiare compulsivamente fino ad arrivare al suo peso attuale. Per convincere Ellie a restare, Charlie le offre i centoventimila dollari che ha guadagnato negli anni correggendo i saggi brevi scritti dagli studenti del college e la ragazza accetta, chiedendo inoltre che il padre scriva per lei una tesina senza la quale verrebbe sicuramente bocciata.
Nei giorni che trascorrono insieme Ellie dimostra poco interesse e ancor meno compassione per il padre, che intanto la incoraggia a scrivere qualcosa per lui. L'Anziano Thomas intanto ritorna più volte a casa di Charlie, per parlare con lui e tentare di convertirlo. Charlie rivela al missionario che anche Alan era mormone e che si era lasciato morire dopo essere andato un'ultima volta in chiesa, dove era stato messo sotto accusa dal padre in un sermone contro la sua omosessualità. Desideroso di sapere cosa era successo ad Alan durante quell'incontro, Charlie chiede all'Anziano Thomas di indagare per lui e il mormone accetta.
Mentre la salute di Charlie peggiora rapidamente, la sua ex moglie Mary scopre che Ellie passa molto tempo con il padre e si reca al suo appartamento. La donna è sconvolta dallo stato di salute di Charlie e preoccupata per la figlia, la cui rabbia le sta rovinando la vita. Ellie torna da Charlie furiosa perché il saggio che le ha scritto per la scuola ha preso un'insufficienza e Charlie rivela che quello era il saggio su Moby Dick che la stessa Ellie aveva scritto una mezza dozzina di anni prima e che lui si ripete come un mantra. Mentre Ellie rilegge il saggio ad alta voce, Charlie ha una crisi cardiaca.

## Allestimenti
Il dramma ha avuto la sua prima a Denver il 12 gennaio 2012 e il 5 novembre dello stesso anno è stata riproposta nell'Off-Broadway, dove The Whale è rimasto in cartellone al Playwrights Horizons per un mese. Davis McCallum curava la regia e il cast era composto da Shuler Hensley (Charlie), Reyna de Courcy (Ellie), Tasha Lawrence (Mary), Cassie Beck (Liz) e Cory Michael Smith (Elder Thomas). La pièce è stata accolta molto positivamente dalla critica e ha vinto tre Lucille Lortel Award, un Obie Award, il GLAAD Media Award e il Drama Desk Award alla migliore opera teatrale.

## Adattamento cinematografico
Nel 2022 Darren Aronofsky ha diretto l'omonimo adattamento cinematografico del dramma e lo stesso Hunter ha curato la sceneggiatura. Il film, con Brendan Fraser nel ruolo del protagonista, è stato presentato in concorso alla 79ª Mostra internazionale d'arte cinematografica di Venezia.